# Daumeray
Daumeray és un municipi francès situat al departament de Maine i Loira i a la regió de País del Loira. L'any 2007 tenia 1.499 habitants.

## Demografia

### Població
El 2007 la població de fet de Daumeray era de 1.499 persones. Hi havia 560 famílies de les quals 120 eren unipersonals (44 homes vivint sols i 76 dones vivint soles), 196 parelles sense fills, 200 parelles amb fills i 44 famílies monoparentals amb fills.
La població ha evolucionat segons el següent gràfic:
Habitants censats

### Habitatges
El 2007 hi havia 630 habitatges, 565 eren l'habitatge principal de la família, 33 eren segones residències i 32 estaven desocupats. 581 eren cases i 30 eren apartaments. Dels 565 habitatges principals, 361 estaven ocupats pels seus propietaris, 202 estaven llogats i ocupats pels llogaters i 2 estaven cedits a títol gratuït; 2 tenien una cambra, 29 en tenien dues, 81 en tenien tres, 165 en tenien quatre i 288 en tenien cinc o més. 421 habitatges disposaven pel capbaix d'una plaça de pàrquing. A 241 habitatges hi havia un automòbil i a 269 n'hi havia dos o més.

### Piràmide de població
La piràmide de població per edats i sexe el 2009 era:
| Homes | Edats   | Dones |
| ----- | ------- | ----- |
| 0     | 95 o +  | 0     |
| 0     | 90 a 94 | 4     |
| 0     | 85 a 89 | 8     |
| 4     | 80 a 84 | 12    |
| 44    | 75 a 79 | 56    |
| 20    | 70 a 74 | 24    |
| 28    | 65 a 69 | 28    |
| 16    | 60 a 64 | 20    |
| 32    | 55 a 59 | 32    |
| 28    | 50 a 54 | 24    |
| 60    | 45 a 49 | 48    |
| 52    | 40 a 44 | 60    |
| 44    | 35 a 39 | 56    |
| 44    | 30 a 34 | 44    |
| 52    | 25 a 29 | 44    |
| 36    | 20 a 24 | 28    |
| 68    | 15 a 19 | 64    |
| 44    | 10 a 14 | 48    |
| 40    | 5 a 9   | 56    |
| 36    | 0 a 4   | 48    |

## Economia
El 2007 la població en edat de treballar era de 911 persones, 741 eren actives i 170 eren inactives. De les 741 persones actives 692 estaven ocupades (380 homes i 312 dones) i 49 estaven aturades (14 homes i 35 dones). De les 170 persones inactives 54 estaven jubilades, 65 estaven estudiant i 51 estaven classificades com a «altres inactius».

### Ingressos
El 2009 a Daumeray hi havia 592 unitats fiscals que integraven 1.594 persones, la mediana anual d'ingressos fiscals per persona era de 15.956 €.

### Activitats econòmiques
Dels 54 establiments que hi havia el 2007, 2 eren d'empreses alimentàries, 1 d'una empresa de fabricació d'elements pel transport, 4 d'empreses de fabricació d'altres productes industrials, 7 d'empreses de construcció, 17 d'empreses de comerç i reparació d'automòbils, 2 d'empreses de transport, 2 d'empreses d'hostatgeria i restauració, 5 d'empreses financeres, 4 d'empreses immobiliàries, 5 d'empreses de serveis, 2 d'entitats de l'administració pública i 3 d'empreses classificades com a «altres activitats de serveis».
Dels 12 establiments de servei als particulars que hi havia el 2009, 1 era una oficina de correu, 1 una oficina bancària, 2 paletes, 3 guixaires pintors, 1 fusteria, 2 perruqueries, 1 restaurant i 1 agència immobiliària.
Dels 2 establiments comercials que hi havia el 2009, 1 era una fleca i 1 una carnisseria.
L'any 2000 a Daumeray hi havia 53 explotacions agrícoles que ocupaven un total de 2.542 hectàrees.

## Equipaments sanitaris i escolars
L'únic equipament sanitari que hi havia el 2009 era una farmàcia.
El 2009 hi havia 2 escoles elementals.

## Poblacions més properes
El següent diagrama mostra les poblacions més properes.